# I ragazzi di Broadway
I ragazzi di Broadway (Babes on Broadway) è un film statunitense del 1941 diretto da Busby Berkeley.